# Chang Yongxiang
Chang Yongxiang (chiń. 常永祥; ur. 16 września 1983) – chiński zapaśnik w stylu klasycznym. Srebrny medalista olimpijski z Pekinu 2008 w kategorii 74 kg.
Trzykrotny uczestnik mistrzostw świata. Zajął 16. miejsce w 2011. Siódmy na igrzyskach azjatyckich w 2010. Piąty w Pucharze Świata w 2009. Zdobył dwa medale w mistrzostwach Azji, – złoty w 2008, srebrny w 2007 roku.